# Barbados en los Juegos Centroamericanos y del Caribe
Barbados participa en los Juegos Centroamericanos y del Caribe desde la novena edición, realizada en Kingston en 1962.
El país está representado ante los Juegos Suramericanos por el Comité Olímpico de Barbados y hasta la fecha no ha sido sede de los Juegos Centroamericanos y del Caribe.

## Delegación
Para los XXI Juegos Centroamericanos y del Caribe, Barbados contó con una delegación de 162 deportistas que participaron en 23 disciplinas deportivas.

## Medallero histórico
| Año   | País                               | Sede                       | Posición | Oro | Plata | Bronce | Total |
| ----- | ---------------------------------- | -------------------------- | -------- | --- | ----- | ------ | ----- |
| 1926  | Bandera de México                  | Ciudad de México           | -        | -   | -     | -      | -     |
| 1930  | Bandera de Cuba                    | La Habana                  | -        | -   | -     | -      | -     |
| 1935  | Bandera de El Salvador             | San Salvador               | -        | -   | -     | -      | -     |
| 1938  | Bandera de Panamá                  | Ciudad de Panamá           | -        | -   | -     | -      | -     |
| 1946  | Bandera de Colombia                | Barranquilla               | -        | -   | -     | -      | -     |
| 1950  | Bandera de Guatemala               | Ciudad de Guatemala        | -        | -   | -     | -      | -     |
| 1954  | Bandera de México                  | Ciudad de México           | -        | -   | -     | -      | -     |
| 1959  | Bandera de Venezuela               | Caracas                    | -        | -   | -     | -      | -     |
| 1962  | Bandera de Jamaica                 | Kingston                   | -        | -   | -     | -      | -     |
| 1966  | Bandera de Puerto Rico             | San Juan                   | -        | -   | -     | -      | -     |
| 1970  | Bandera de Panamá                  | Ciudad de Panamá           | -        | -   | -     | -      | -     |
| 1974  | Bandera de la República Dominicana | Santo Domingo              | -        | -   | -     | -      | -     |
| 1978  | Bandera de Colombia                | Medellín                   | -        | -   | -     | -      | -     |
| 1982  | Bandera de Cuba                    | La Habana                  | -        | -   | -     | -      | -     |
| 1986  | Bandera de la República Dominicana | Santiago de los Caballeros | -        | -   | -     | -      | -     |
| 1990  | Bandera de México                  | Ciudad de México           | -        | -   | -     | -      | -     |
| 1993  | Bandera de Puerto Rico             | Ponce                      | -        | -   | -     | -      | -     |
| 1998  | Bandera de Venezuela               | Maracaibo                  | -        | -   | -     | -      | -     |
| 2002  | Bandera de El Salvador             | San Salvador               | -        | -   | -     | -      | -     |
| 2006  | Bandera de Colombia                | Cartagena de Indias        | -        | -   | -     | -      | -     |
| 2010  | Bandera de Puerto Rico             | Mayagüez                   | 11/28    | 3   | 2     | 5      | 10    |
| 2014  | Bandera de México                  | Veracruz                   |          |     |       |        |       |
| Total | Total                              |                            |          | 3   | 2     | 5      | 10    |

## Desempeño
Barbados ocupó el decimoprimer lugar en la última edición de los Juegos Mayagüez 2010.

### XXI Juegos Centroamericanos y del Caribe Mayagüez 2010
Fuente:
Organización de los XXI Juegos Centroamericanos y del Caribe Mayagüez 2010. 
| Clasificación del País | Clasificación del Total | Deportista    | País     | Disciplina |   |   |   | Total |
| 1                      | 95                      | Bradley Ally  | Barbados | Natación   | 2 | 0 | 0 | 2     |
| 2                      | 350                     | Karen Meakins | Barbados | Squash     | 0 | 1 | 1 | 2     |